# Euthalia cordelia
Euthalia cordelia är en fjärilsart som beskrevs av Hans Fruhstorfer 1899. Euthalia cordelia ingår i släktet Euthalia och familjen praktfjärilar. Inga underarter finns listade i Catalogue of Life.